# Arthonia ilicina
Arthonia ilicina är en lavart som beskrevs av Taylor. Arthonia ilicina ingår i släktet Arthonia och familjen Arthoniaceae.   Inga underarter finns listade i Catalogue of Life.